# كارفور
كارفور أو مجموعة كارفور (بالفرنسية: Carrefour)‏  هي سلسلة مراكز تجارية فرنسية عالمية، يقع الفرع الرئيس لها في ماسي، تدير المجموعة سلسلة من الأسواق الضخمة وأسواق البقالة والمتاجر الصغيرة. يظهر في الموقع الرسمي لهم تواجد أكثر من 14000 فرعاً في أكثر من 40 بلدًا في عام 2024.

## تاريخ
افتتح أول متجر كارفور في عام 1960، في ضاحية آنسي. تم إنشاء المجموعة في عام 1959، من قبل مارسيل فورنييه ودينيس ديفوري وجاك ديفوري، الذين حضروا وتأثروا بالعديد من الندوات في الولايات المتحدة بقيادة برناردو تروخيو.
كانت مجموعة كارفور هي الأولى في أوروبا التي افتتحت هايبر ماركت وسوبر ماركت كبير ومتجرًا متعدد الأقسام تحت سقف واحد. افتتحوا أول هايبر ماركت في 15 يونيو 1963 في بلدية فرنسية، بالقرب من باريس.
في أبريل 1976، أطلقت كارفور علامة خاصة باسم بودي ليبغ (منتجات الحرية)، خط من خمسين مادة غذائية، بما في ذلك الزيت والبسكويت والحليب والمعكرونة، تباع في عبوات بيضاء بدون علامة تجارية بأسعار أقل بكثير.
في عام 1999، اندمجت كارفور مع شركة برومود، تقول صحيفة ذي وول ستريت جورنال، أن الصفقة كانت بقيمة 15.6 مليار يورو، أضافت أن هذه الصفقة ستشعل السباق بين وول مارت ومجموعة كارفور إلى لقب بائع التجزئة الأكثر عالمية.
في سبتمبر 2009، قامت كارفور بتحديث شعارها.
في التاسع من أبريل 2015، نشرت صحيفة رويترز أن رجل الأعمال البرازيلي أبيليو دينيز قال أنه يجري محادثات لزيادة حصته البالغة 5.07% في كارفور، أضاف أنه يحظى بدعم المساهمين الرئيسيين لشغل مقعد في مجلس الإدارة، كان يملك دينيز نسبة 2.4% قبل أن يضاعفها لنسبة 5.7، دينيز هو رابع أكبر مساهم بعد عائلة مولين الفرنسية.

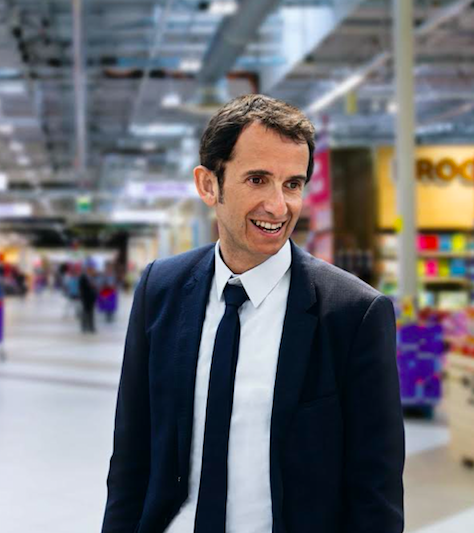
الرئيس التنفيذي لمجموعة كارفور، ألكسندر بومبارد

في 9 يونيو 2017، اختار مجلس الإدارة ألكسندر بومبارد رئيسًا تنفيذيًا لكارفور اعتبارًا من 18 يوليو 2017.
في عام 2017، بدأت كارفور العمل مع شركة فرنسية صغيرة ناشئة، إكسبليسيت، على نية التجربة. قامت شركة إكسبيلسيت ببناء مطحنة تجارية مصممة لتفتيت بقايا الخبز. يتم تأجير الطاحونة من قبل المخابز التجارية ثم يستخدم فتات الخبز لصنع البسكويت والكعك والفطائر.
في يناير 2018، أعلن ألكسندر بومبارد عن خطة إستراتيجية للشركة، بعنوان «كارفور 2022»، تسعى إلى جعل كارفور «رائدة التحول الغذائي للجميع». تتضمن الخطة، الحد من نفايات الطعام، وتطوير المنتجات العضوية، وشراكات التجارة الإلكترونية، واستثمارات سنوية بقيمة ملياري يورو اعتبارًا من 2018، بالإضافة إلى تدابير تنظيمية وتدابير لخفض التكاليف.
في ظل وباء كوفيد-19، تعد كارفور أول شركة بيع بالتجزئة تنضم إلى (من هو الرئيس؟) مبادرة لمشاركة الدخل الزائد لدعم الأشخاص الذين يعانون من الوضع الحالي. وفقًا للشريك المؤسس نيكولا تشابان، تم دفع 100000 يورو، ثم 50000 يورو كل أسبوع حتى 11 مايو.
قرر مجلس إدارة كارفور خفض توزيعات الأرباح المقترحة لعام 2019 بنسبة 50٪. تبلغ الأرباح الآن 0.23 يورو لكل سهم (مقابل 0.46 يورو لكل سهم).
حتى نهاية العام، قرر ألكسندر بومبارد وجميع أعضاء مجلس إدارة مجموعة كارفور التنازل عن 25٪ من أتعاب أعضاء مجلس الإدارة. سيتم استخدام هذه المدخرات لتمويل موظفي أعمال تضامن الشركة، في كل من فرنسا وخارجها.
ألكسندر بومبارد، قرر التنازل عن 25٪ من راتبه الثابت لمدة شهرين. للتعبير عن امتنانه لموظفيه في هذا المجال، قرر تقديم مكافأة استثنائية قدرها 1000 يورو صافي إلى 85000 موظف في فرنسا.
وفي 26 نومفبر 2023، أعلنت "ماجد الفطيم" مضاعفة سلاسل كارفور إلى 140 فرعاً في 25 مدينة مصرية.

## التشغيل

### التشغيل في فرنسا
يقع المقر الرئيسي لمجموعة كارفور في ماسي في منطقة العاصمة باريس. يجمع هذا الموقع منذ عام 2019 المكتب الرئيسي السابق لكارفور في بولوني بيلانكور ومكتب قسم كارفور فرنسا في كوركورون، إيسون، فرنسا، بالقرب من إيفري. يوجد مكتب رئيسي ثانوي في موندفيل، بالقرب من كان، والذي كان حتى عام 1999 المقر الرئيسي لشركة بروموديس.
في فرنسا، تعمل كارفور في أكثر من 230 هايبر ماركت (من 2500 إلى 23000 متر مربع من منطقة المبيعات)، و 1020 سوبر ماركت كارفور (بشكل عام من 1000 إلى 4000 متر مربع)، وأكثر من 2000 سوبر ماركت صغير ومتاجر صغيرة باسم كارفور سيتي. تزود كارفور 1500 متجر أغذية صغير مستقل تحت راية بروكسي. وقد استحوذت مؤخرًا على سلاسل الأغذية العضوية سو بايو وبايو كي بون من أجل وضع بصمتها في هذا القطاع الواعد. في عام 2019، أطلقت المجموعة أول متاجرها من سوبيكو، والتي تقع جميعها حتى الآن في المنطقة الشمالية الفرنسية.

### التشغيل الدولي

#### آسيا

##### البحرين

شعار مجموعة ماجد الفطيم (MAF). الأيقونة التي على يسار تستخدم كشعار لمتاجر كارفور التي تعمل لممنوح حق الامتياز مجموعة ماجد الفطيم.

مجموعة ماجد الفطيم التي قدمت كارفور في الشرق الأوسط وأفريقيا وآسيا، افتتحت أيضًا فرعًا في سيتي سنتر البحرين في عام 2008.

##### العراق
افتتحت ماجد الفطيم أول كارفور في أربيل عام 2011. في 2015، تم افتتاح فرع آخر في أربيل في في مجمع رويال مول، حضر الافتتاح رئيس غرفة التجارة في العراق وصاحب المجمع دارا خياط.

##### الأردن
أدارت شركة ماجد الفطيم القابضة علامة كارفور التجارية داخل الأردن حتى نهاية عام 2024، حيثُ أُغلقت جميع فروعها داخل الدولة في تاريخ 4 تشرين الثاني 2024.

##### الكويت
في مارس 2007، افتتحت كارفور هايبر ماركت في الكويت في مجمع الأفنيوز. يوجد أيضًا سوبر ماركت في العقيلة، جليب الشيوخ، الصليبيخات، السالمية، الفروانية وحولي. وهايبر ماركت في كلٍ من 360 مول ومجمع الأفنيوز.

##### لبنان
في 4 أبريل 2013، افتتحت ماجد الفطيم هايبر ماركت كارفور في سيتي سنتر بيروت، في ضاحية الحازمية في بيروت. في سبتمبر 2017، تم افتتاح فرع ثاني لكارفور في سيتي مول الدورة، ليحل محل المكان الذي كان يحتفظ به سابقًا هايبر ماركت مونوبري. في يونيو 2018، تم افتتاح فرع ثالث في مركز تاور سنتر التجاري في ذوق مصبح. في فبراير 2019، تم افتتاح فرع كارفور رابع وأول مكان بشكل سوبر ماركت في منطقة عاليه. يعتبر كارفور الرابع خطوة رئيسية لتوسع الشركة في لبنان.

##### سلطنة عمان
في عمان في 2001، افتتحت مجموعة الفطيم سيتي سنتر مسقط في ضواحي مدينة مسقط، وكان هناك الكثير من العلامات التجارية المرافقة للافتتاح كانت، كارفور واحدة من تلك العلامات. وفي عام 2008، تم افتتاح سيتي سنتر القرم والذي تضمن أيضًا افتتاح كارفور وعدد من العلامات التجارية الأخرى. في مايو 2011، تم افتتاح سيتي سنتر صحار والذي تضمن افتتاح كارفور وعدة علامات أخرى. تم افتتاح كارفور الرابع في مارس 2012 مع افتتاح جراند مول. تم افتتاح الفرع الخامس في صلالة في 24 مايو 2013.

##### المملكة العربية السعودية
تمتلك كارفور 18 متجرًا من متاجر هايبر ماركت في المملكة العربية السعودية، 7 منها في العاصمة الرياض لوحدها.

##### الإمارات العربية المتحدة
وصلت متاجر كارفور الإمارات العربية المتحدة في 1995. يوجد في الإمارات أسواق ومتاجر كارفور جديدة وغير موجودة حتى في البلد الأصلي فرنسا، مثل السوبرماركت العائم باسم «كارفور بايتس آند مور باي ذي شور»، والذي يستهدف أصحاب اليخوت والشواطئ وأصحاب الدراجات المائية. حافلة كارفور «موبي مارت»، والتي ظهرت في جائحة كوفيد 19 والتي تتنقل في الأحياء السكنية في دبي لتلبية حاجات الأسر من دون الاضطرار للذهاب إلى لمركز التسوق. يصل عدد المتاجر في الإمارات إلى أكثر من 80 متجر.

##### باكستان
في عام 2009، افتتحت مجموعة الفطيم أول هايبر ماركت لها في لاهور تحت اسم هايبر ستار في مشروع مشترك مع مجموعة ماجد الفطيم، حيث حققت عائدات بقيمة مليار روبية باكستانية في عامها الأول. اجتذبت أكثر من مليون عميل كل شهر. في 14 نوفمبر 2011، افتتحت هايبر ستار ثاني هايبر ماركت في البلاد في كراتشي. في 22 مارس 2016، وسعت عملياتها إلى إسلام أباد من خلال افتتاح هايبر ماركت بمساحة 150.000 قدم مربع (14000 متر مربع) في مركز التجارة العالمي إسلام أباد.
منذ 20 ديسمبر 2018، قامت مجموعة الفطيم بتغيير اسم هايبر ستار إلى الاسم الأصلي كارفور في جميع أنحاء باكستان. لديها خطط لتوسيع متاجرها إلى مدن أخرى بما في ذلك جوجرانوالا، مولتان وحيدر أباد. اعتبارًا من يونيو 2019، استثمرت المجموعة بالفعل 8 مليارات روبية وكانت تتطلع إلى استثمار 40 مليار روبية أخرى في باكستان. وهي تدير ما لا يقل عن سبعة متاجر هايبر ماركت (ثلاثة في لاهور، واثنان في كراتشي، وواحد في إسلام أباد وواحد في فيصل أباد)، يوجد متجر سوبر ماركت واحد في باكستان.

##### الهند
تقوم كارفور بتشغيل متاجر في الهند تحت اسم «كارفور وولسيل كاش آند كاري». افتتح أول متجر في 30 ديسمبر 2010 في شاهدارا، دلهي. تبع ذلك متجر في جايبور في أواخر عام 2011 وواحد في ميروت في أكتوبر 2012، أغرة في ديسمبر 2013.
قبل سبتمبر 2012، كان هناك سياسات للاستثمار الأجنبي المباشر في الهند لا تسمح بفتح متاجر تجزئة متعددة العلامات التجارية في البلاد. ومع ذلك، تم السماح لمتاجر كاش آند كاري منذ عام 1997. ونتيجة لذلك، اختار معظم تجار التجزئة العالميين، بما في ذلك كارفور، طريقة متجر كاش آند كاري في الهند. دخلت سياسة جديدة للاستثمار الأجنبي في الهند، تسمح بما يصل إلى 51٪ فقط من الاستثمار الأجنبي المباشر في تجارة التجزئة متعددة العلامات التجارية، دخل حيز التنفيذ في 20 سبتمبر 2012.
في 8 يوليو 2014، أعلنت كارفور أنها ستغلق كل أسواقها وفروعها في الهند وتغلق متاجر الجملة الخمسة بحلول نهاية سبتمبر.

##### تايوان

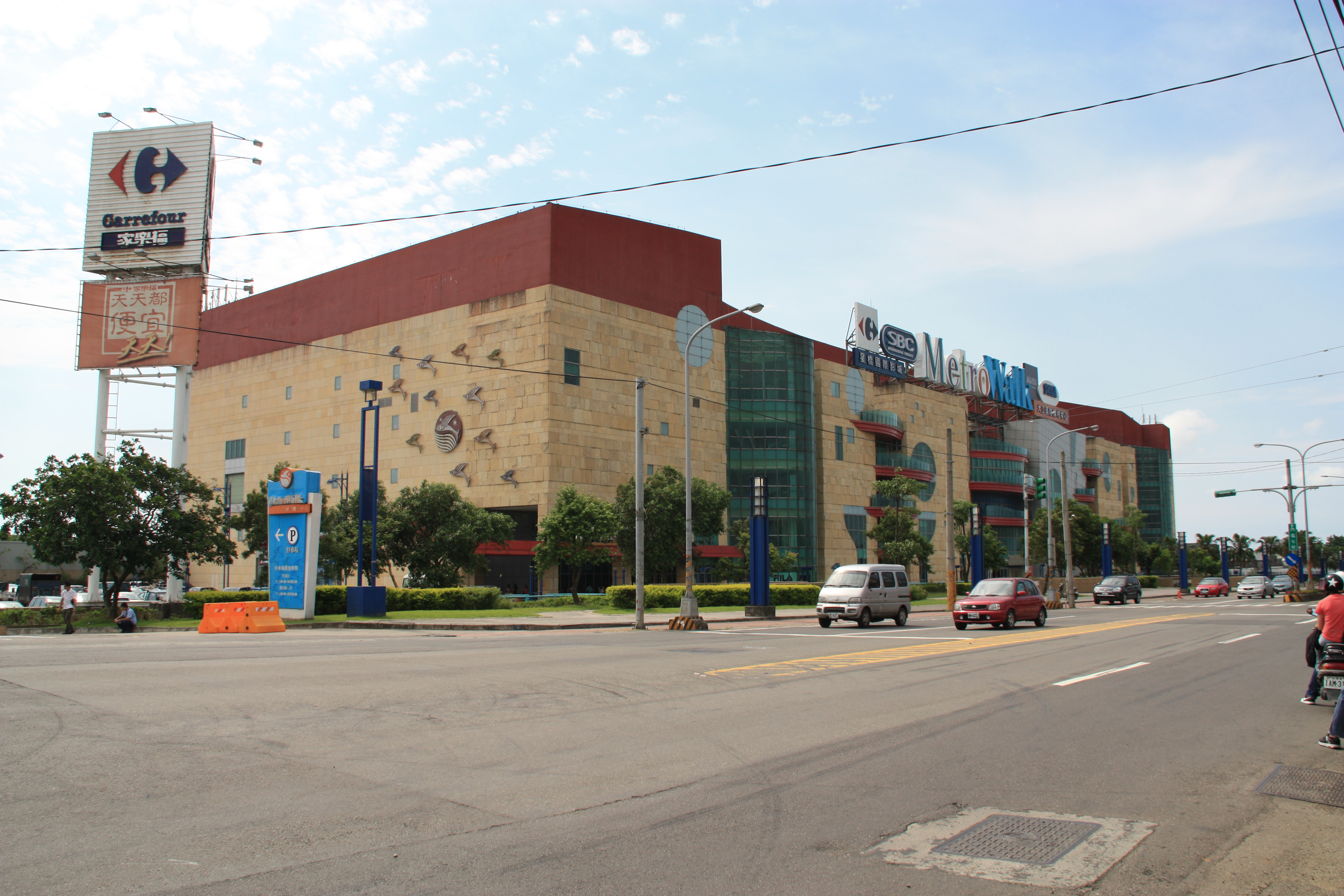
متجر كارفور في تايوان

في عام 1989، أصبحت كارفور أول بائع تجزئة دولي يضع استثماره في آسيا عندما دخلت تايوان من خلال مشروع مشترك مع مؤسسة يوني بريزيدنت انتربرايسس. استفادت من الخبرة التي جمعتها في تايوان للتوسع في الأسواق الآسيوية الأخرى، وصل عدد متاجر كارفور في تايوان في 2001 إلى 26 متجر.

##### الصين

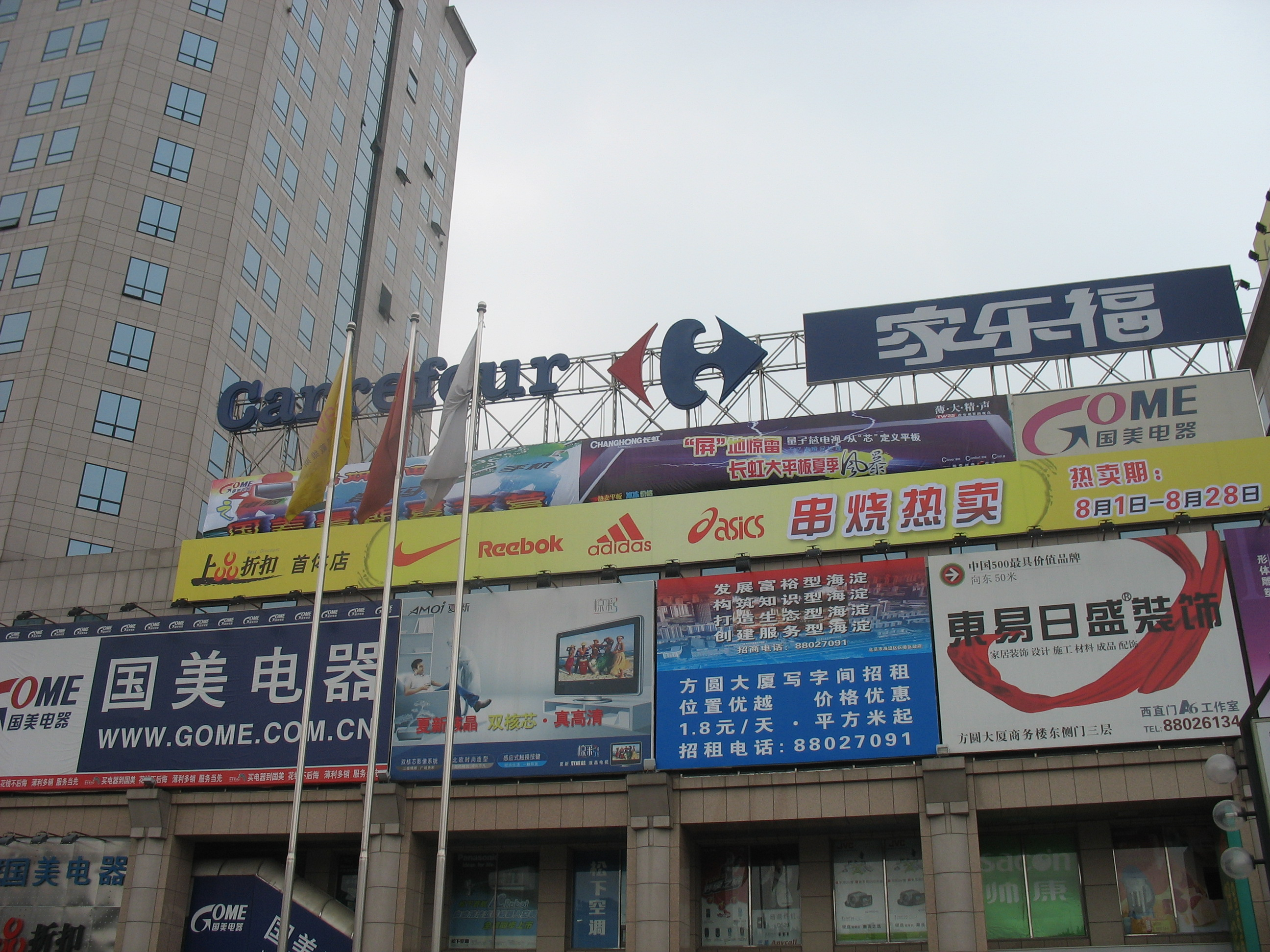
متجر كارفور في الصين

تم افتتاح أول متجر كارفور في الصين عام 1995. في عام 2007، تسارعت وتيرة التوسع خارج فرنسا، ولا سيما في آسيا، مع بناء 36 سوبر ماركت جديد، بما في ذلك 22 في الصين، حيث حطمت المجموعة رقمها القياسي في افتتاح المتاجر في فترة عام واحد. كانت شركة التجزئة الأجنبية الرائدة من حيث أرقام المبيعات في الصين، حتى عام 2008 ومنذ ذلك الحين فقدت مركزها الأول لصالح آر-تي مارت. تُباع مجموعة مختارة من منتجات كارفور في هونغ كونغ عبر متاجر ويلكوم ومتاجر ماركت بليس باي جيسونس.

##### إندونيسيا

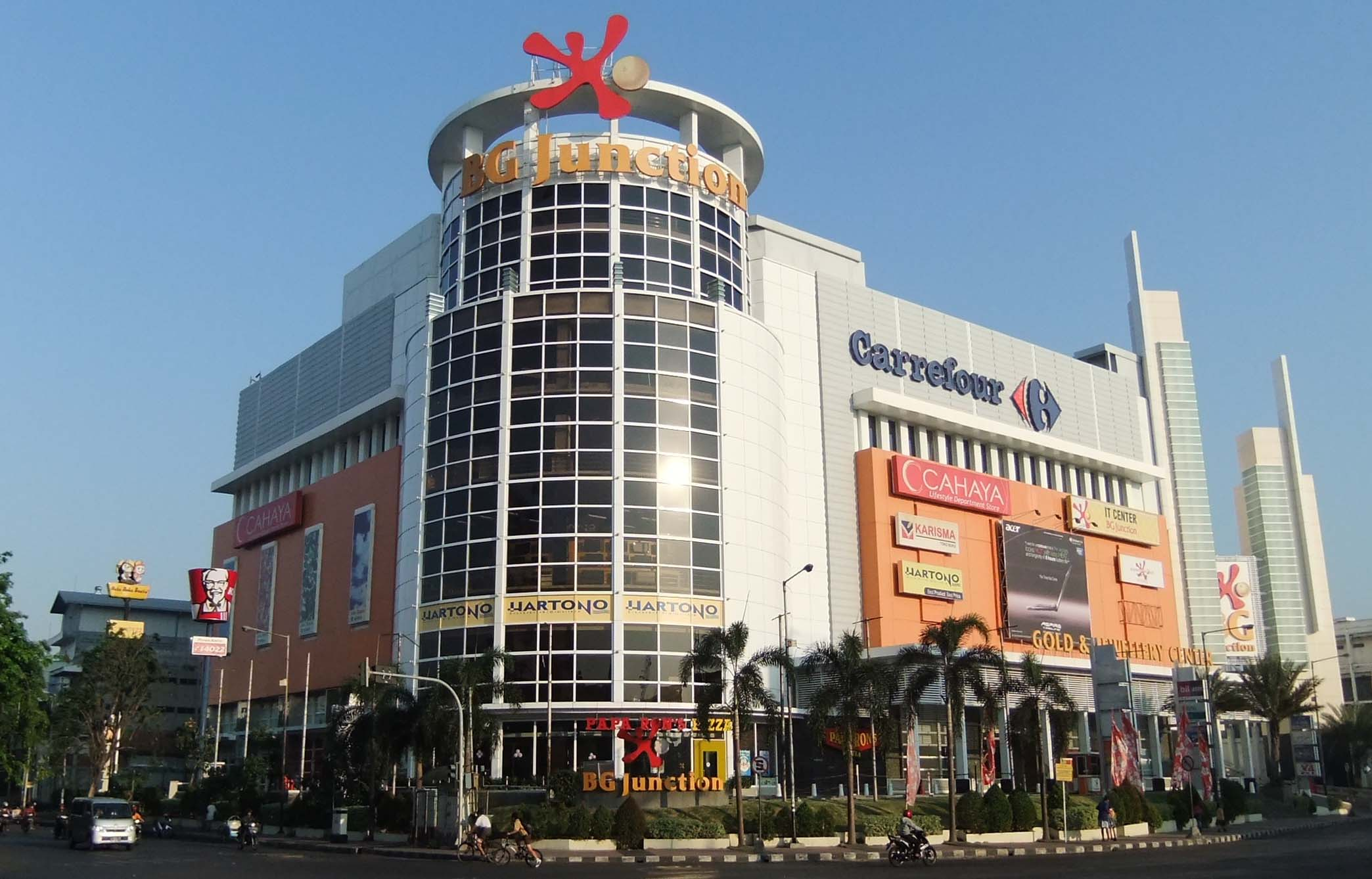
متجر كارفور في سورابايا، إندونيسيا

تم افتتاح أول فرع لكارفور في إندونيسيا في أكتوبر 1998 في منطقة سيمباكا بوتيه بجاكرتا، بعد نهاية الأزمة المالية الآسيوية عام 1997 وما تلاها من سقوط سوهارتو. تدار كارفور إندونيسيا حاليًا من قبل شركة سي تي كورب وتملك أسهمها تشيرول تاندجونج. طورت سي تي كورب أيضًا ترانز مارت، وهي شركة تابعة لشركة سي تي كورب التي تديرها كارفور إندونيسيا، كما طورت أيضًا جروسريندو، وهو متجر بقالة تديره أيضًا كارفور في الغالب. أعلنت شركة سي تي كروب أنها ستستبدل جميع فروع كارفور بعلامة ترانز مارت التجارية مع انتهاء ترخيصها في عام 2019.

##### إيران
في فبراير 2009، افتتحت مجموعة الفطيم أول متجر لها في إيران، باسم هايبر ستار في المنطقة الغربية من طهران. افتتحت متجرها الثاني في إيران في أبريل 2012. يقع هذا المتجر في مجمع الخليج الفارسي. افتتحت المتجر الثالث في مدينة أصفهان في عام 2012. ومن المقرر افتتاح ثلاثة متاجر أخرى في المنطقة الشرقية من طهران والمشهد (قرية) وتبريز.

##### اليابان

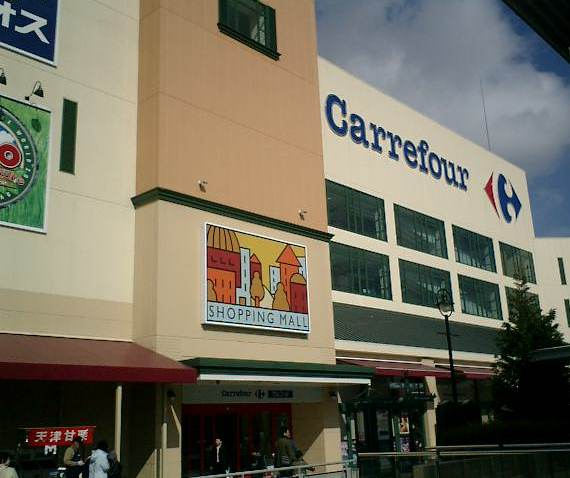
متجر كارفور في أوساكا، اليابان

في عام 1999، تم افتتاح شركة كارفور اليابان، الشركة اليابانية التابعة لكارفور. تم افتتاح أول كارفور في اليابان في إحدى ضواحي طوكيو في ديسمبر 2000. وفي يناير وفبراير 2001، تم افتتاح متاجر كارفور جديدة في طوكيو وأوساكا. كانت المبيعات قوية في البداية، لكن ميكي تانيكاوا من صحيفة نيويورك تايمز كتب «ولكن الآن، بعد 10 أشهر، بالكاد يوجد طابور عند المحاسب في معظم متاجر كارفور هنا. غالبًا ما تكون أرفف البضائع التي تتراوح من الملابس إلى الدراجات فارغة.» في 10 مارس 2005، تغير اسم الشركة التابعة إلى شركة أيون ماركيه، المحدودة. بعد أن اشترت أيون قسم كارفور الياباني، كانت المتاجر لا تزال تعمل باسم كارفور حتى 31 مارس 2010، عندما انتهى الترخيص.

##### كوريا الجنوبية
دخلت كارفور السوق الكورية في عام 1996 مع أول متجر لها في بوتشون وشغلت 32 متجرًا في جميع أنحاء البلاد في ذروتها في عامها الأخير من عام 2006. كان كارفور واثقين من أنهم سيهيمنون على السوق، وبحلول عام 1999 استثمرت الشركة ما مجموعه 925 مليون دولار أمريكي في المشروع الكوري أكثر من أي شركة أجنبية أخرى في السوق الكورية في ذلك الوقت.
تمتعت كارفور كوريا بالنجاح الوسيط في البداية، واكتسبت قوة جذب للأسعار المنخفضة واعتلت فوق منافسيها. ولكن سرعان ما انتهى الارتفاع عندما ضربت الأزمة المالية الآسيوية كوريا الجنوبية في أواخر عام 1997، وعندما تعرض كارفور لتهريب العقارات في كوريا الجنوبية، تعرضت سمعتهم لضربة قوية إلى جانب توقف الناس عن الإنفاق أثناء الأزمة المالية.
نمت الشكاوى من سوء جودة الخدمة في كارفور كوريا، كان العملاء يقاطعون مرة أخرى بينما بدأ الموردون في رفض الارتباط مع كارفور كوريا. مع تلطخ الشركة بالسلبية، باعت كارفور كوريا جميع متاجرها إلى إي لاند وخرجت من السوق الكورية في أبريل 2006. بعد فترة وجيزة، باعت إي لاند أصول السوبر ماركت الخاصة بها إلى هوم بلس، الذي يُعرف بأنه خليفة كارفور كوريا.

#### أوروبا

##### ألبانيا
في نوفمبر 2011، افتتحت كارفور أول متجر لها في ألبانيا كجزء من مركز بوابة شرق تيرانا للتسوق، بمساحة حوالي 7000 متر مربع. ستتبع كارفور سياسة توريد المنتجات المستوردة مع الترويج للمنتجات الألبانية، وخاصة المنتجات الصناعية الزراعية.

##### أرمينيا
افتتحت كارفور أول هايبر ماركت في أرمينيا في يريفان مول في 11 مارس 2015، على مساحة تقارب 10000 متر مربع. تم افتتاح فرع ثانٍ لكارفور في شارع تيغران ميتس في أكتوبر 2018 بإدارة مجموعة ماجد الفطيم، ولكن بتصميم سوبر ماركت متوسط الحجم. تم افتتاح فرع ثالث في شارع جيولبنكيان في ديسمبر 2020.

##### النمسا
في عام 1976 افتتحت كارفور متجرًا في «مدينة التسوق» على الحافة الجنوبية من فيينا. بسبب النجاح المحدود، أغلق المتجر بعد فترة وجيزة. لم يقم كارفور بأي محاولة أخرى لدخول السوق النمساوية بعد ذلك.

##### بلجيكا
بدأت كارفور عملها في بلجيكا في عام 1969 من خلال تشكيل تحالف استراتيجي مع مجموعة جي بي. بين عامي 1970 و 2000 كان كارفور في بلجيكا يسمى بكارفور جي بي. في عام 2000، استحوذت مجموعة كارفور على جي بي وولدت شركة كارفور بلجيكا رسميًا. احتفظت الشركة بالعلامة التجارية جي بي لبعض المتاجر حتى عام 2007 عندما تم توحيد جميع متاجر كارفور تحت اسم كارفور، حيث يتم تشغيلها باسم كارفور وكارفور إكسبريس جي بي. في مايو 2008، تم إطلاق إيكو بلانيت كارفور لبيع الطاقة الخضراء في جميع أنحاء بلجيكا. في عام 2009، تم إنشاء متاجر كارفور هايبر ماركت وكارفور جي بي وكارفور ماركت وكارفور إكسبريس، وتم إطلاق التسوق عبر الإنترنت. في فبراير 2010، أعلن كارفور عن إلغاء 1672 وظيفة وإغلاق 21 متجرًا وإمكانية الاستحواذ على 20 متجرًا من قبل مجموعة مستداغ، شريكها الرئيسي في بلجيكا.

##### بلغاريا
من عام 2009 إلى عام 2011 في بلغاريا تم افتتاح ثمانية مواقع (خمسة محلات هايبر ماركت وثلاثة سوبر ماركت) في صوفيا وبلوفديف وبليفين وفارنا وبورجاس وروز.
في عام 2010، أنشأت مجموعة كارفور ومارينوبولوس، أكبر مجموعة للبيع بالتجزئة في اليونان، شركة امتياز (أم أس سي بلغاريا) لتطوير محلات الهايبر ماركت ومحلات السوبر ماركت تحت شعار «كارفور في جنوب شرق أوروبا». في يونيو 2016 أعلن صاحب الامتياز لبلغاريا إفلاسه وتم إغلاق المتاجر.

##### جورجيا
يوجد 16 محل كارفور في جورجيا بإدارة مجموعة ماجد الفطيم. افتتحت أول هايبر ماركت في جورجيا في تبليسي مول في 13 سبتمبر 2012. اُفتتح أول سوبر ماركت في كارفاسلا مالون في 16 سبتمبر 2013. في عام 2014، تم افتتاح سوق كارفور الثاني في مركز تسوق جي تي سي في ساحة أوربيلياني. في 10 نوفمبر 2015، افتتحت كارفور هايبر ماركت الثاني في مركز تسوق إيست بوينت. بعد الافتتاح بفترة وجيزة، افتتحت كارفور سوقها الثالث في منطقة إيساني في تبليسي. في عام 2016، افتتحت كارفور سوقها الرابع في سيتي مول غلداني. تم افتتاح أحدث الأسواق في أحياء سابورتالو، فايك، جلداني وفازيسوباني في تبليسي وواحد في باتومي.

##### إيطاليا
يرجع تواجد كارفور في إيطاليا بشكل أساسي إلى اندماجها مع شركة بروموديز، التي تدير محلات الهايبر ماركت ومحلات السوبر ماركت والمتاجر الصغيرة. يعتبر كارفور بائع التجزئة الخامس في إيطاليا، بما في ذلك الكثير من متاجر الامتياز.

##### اليونان
اعتادت كارفور تشغيل العديد من محلات السوبر ماركت والهايبر ماركت في جميع أنحاء اليونان، منذ عام 2000، مع مارينوبولوس، حتى انفصال سلسلة سوبر ماركت مارينوبولوس في 1 مارس 2017. سحبت كارفور تراخيصها مع مارينوبولوس، والآن تم بيع معظم محلات السوبر ماركت كافور-مارينوبولوس إلى سلسلة محلات السوبر ماركت سكلافنايتس.

##### مقدونيا الشمالية
في أكتوبر 2012، افتتحت كارفور أول متجر لها في سكوبي. المتجر جزء من مركز تسوق جديد تمامًا (سيتي مول) افتتح في نفس اليوم في سكوبي، عاصمة مقدونيا الشمالية، وبحلول نهاية صيف 2014 كانت هناك خطط لافتتاح المتجر الثاني في تيتوفو، وهي مدينة لا تقع بعيد جدا عن سكوبي. انتهت كارفور في مقدونيا بالإغلاق بسبب الديون.

##### بولندا
افتتحت كارفور أول هايبر ماركت في بولندا في عام 1997. تدير المجموعة حاليًا حوالي 90 هايبر ماركت في هذا البلد، بالإضافة إلى متاجر كارفور ماركت وكارفور إكسبريس.

##### البرتغال
في البرتغال، باعت كارفور حصتها في كونتينينت موديلو إلى سوناي مقابل 345 مليون يورو في 16 نوفمبر 2004.
في عام 2008، باعت كارفور شركات البيع بالتجزئة البرتغالية الموجودة تحت اسم كارفور لشركة سوناي.

##### رومانيا
في عام 2001، دخلت كارفور السوق الرومانية، وافتتحت ماوصل إلى 33 متجرًا. هي واحدة من كبار تجار التجزئة في رومانيا.

##### إسبانيا
إسبانيا هي ثالث أهم سوق دولي لكارفور بعد فرنسا والبرازيل. لدى كارفور 205 هايبر ماركت و 112 سوق كارفور وأكثر من 820 كارفور إكسبريس في إسبانيا بالإضافة إلى 143 محطة وقود و 426 وكالة سفر وتجار تجزئة لكارفور. هناك أيضًا المزيد من محلات السوبر ماركت ومحلات الهايبر ماركت قيد الإنشاء أو مخطط لها. تعمل الشركة في إسبانيا تحت اسم كينتروس كوميركلز كارفور أس إيه. كارفور إسبانيا هي الشركة الأسبانية الرابعة عشرة من حيث الإيرادات. منافسوها في إسبانيا هم ميركادونا، ايروسكي، ألكامبو وبنكريو.

##### تركيا
تعمل كارفور أيضًا في تركيا في مشروع مشترك مع مجموعة سابانسي تحت اسم كارفور أس إيه.

##### المملكة المتحدة
افتتحت كارفور أول متاجر هايبر ماركت في المملكة المتحدة في سبتمبر 1972 في كيرفيلي في شراكة مع شركة ويت شيب / هايبر ماركت القابضة في المملكة المتحدة، تليها متاجر في مركز تيلفورد وتشاندلر فورد ومينورث وباتشواي وسويندون. استحوذت (مؤسسة دي) لاحقًا على المتاجر في أوائل الثمانينيات من القرن الماضي والتي استمرت في الاستمرار تحت اسم كارفور وافتتحت متاجر جديدة في مركز مترو ومركز ميريهيل للتسوق. كان كارفور أول بائع تجزئة افتتح في مركز مترو في تاين آند وير.

#### أفريقيا

##### مصر

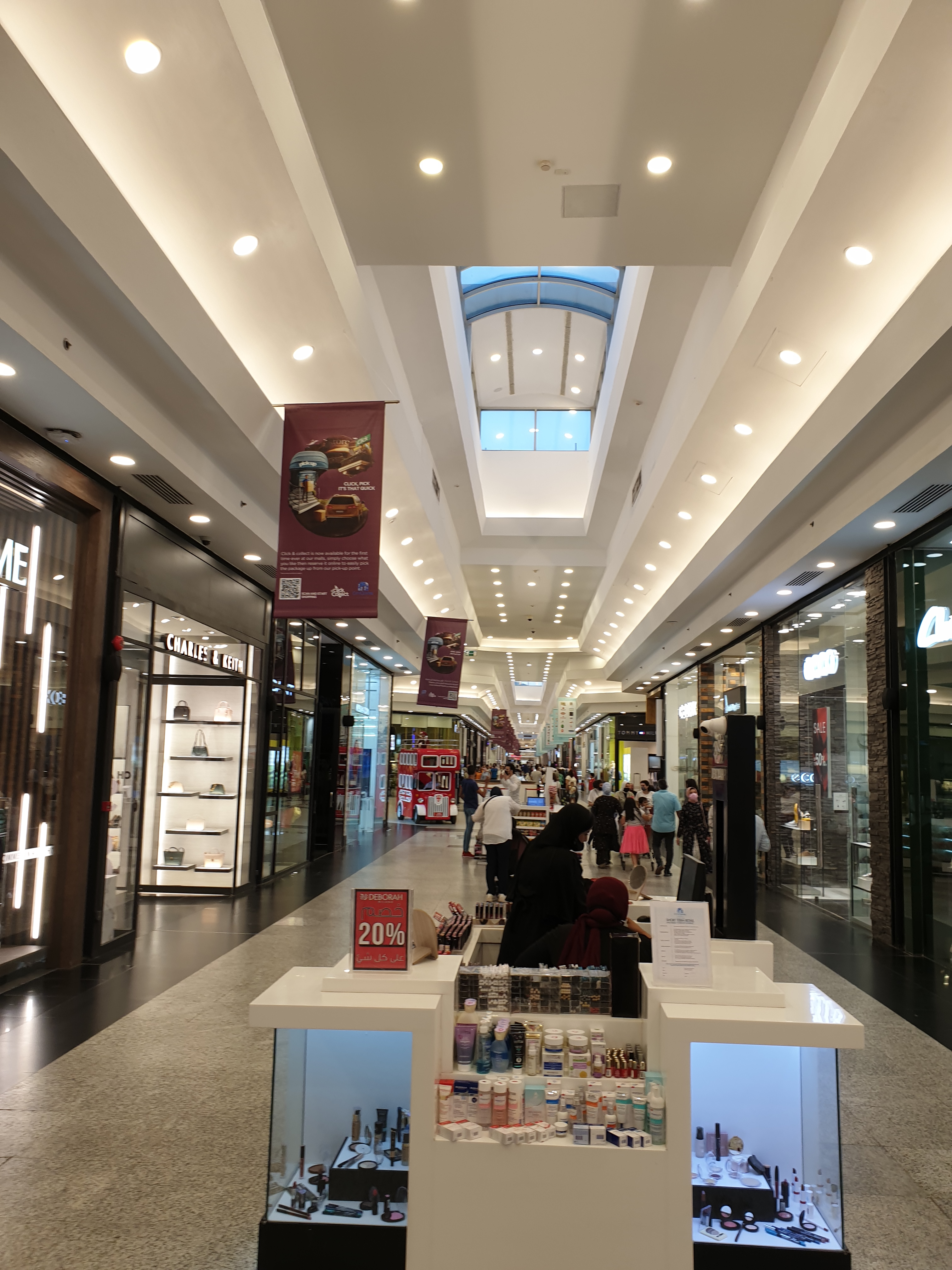
كارفور سيتي سنتر الإسكندرية

كارفور لديها 35 متجر في مصر، والتي غالبًا ما تقع في مراكز التسوق وترددها الطبقة العليا المصرية. من ضمنها هايبر ماركت: (فرع سيتي سنتر المعادي وفرع الشروق وفرع طيبة مول وفرع كايرو فيستيفال سيتي ستارز وفرع حدائق القبة وفرع حلوان وفرع المعادي الجديدة وفرع شبرا وفرع صن سيتي مول وفرع برتو كايرو مول وفرع ميراج سيتي مول وفرع مدينتي وفرع زيزينيا مول وفرع سيتي لايت وفرع سيتي سنتر وفرع المنصورة وفرع مول مصر وفرع ميجا مول وفرع كارفور الحمد وفرع دون تاون وفرع بيراميدز وفرع دولفين مول بمدينة 6 أكتوبر وفرع الجزيرة بلازا مول بالشيخ زايد ومول مصر). متاجر كارفور إكسبريس: (المعادي، طيبة أوتلت مول، شرم الشيخ، جرين بلازا مول وداون تاون مول).فروع كارفور شرم الشيخ المنصورة

##### كينيا
كارفور لديها 8 متاجر تقع معظمها في ضواحي العاصمة الكينية نيروبي. لاقت متاجر التجزئة في كينيا فشل سلاسل محلات السوبر ماركت التي كانت مهيمنة سابقًا مثل ناكومات وأوشومي حينها سارعت كارفور لاحتلال مساحات البيع بالتجزئة وحصة السوق التي أخلوها.
كارفور هي العميل الرئيسي لمول ذا هوب كارين حيث افتتحت أول متجر لها في مايو 2016. وافتتحت متجر ثاني في تو ريفرز مول في مارس 2017، وسرعان ما تبعه متجر ثالث في ثيكا رود مول في نوفمبر 2017. تم افتتاح المتجر الرابع في جانكشن مول في يناير 2018. الخامس في مركز ساريت في أبريل 2018. السادس في جاليريا مول في يونيو 2018. في مايو 2018، أعلنت كارفور أن الخطط جارية لافتتاح فرع سابع في ذا فيليج ماركت كأول كارفور ماركت يركز بشكل أساسي على المواد الغذائية بدلاً من المواد غير الغذائية. في يونيو 2020، افتتح كارفور متجرًا جديدًا على طول طريق أوهورو السريع.
في سبتمبر 2020، أعلنت كارفور عن خطط لمواصلة جهودها التوسعية من خلال افتتاح ثلاثة فروع في مدينة مومباسا الساحلية.

##### المغرب

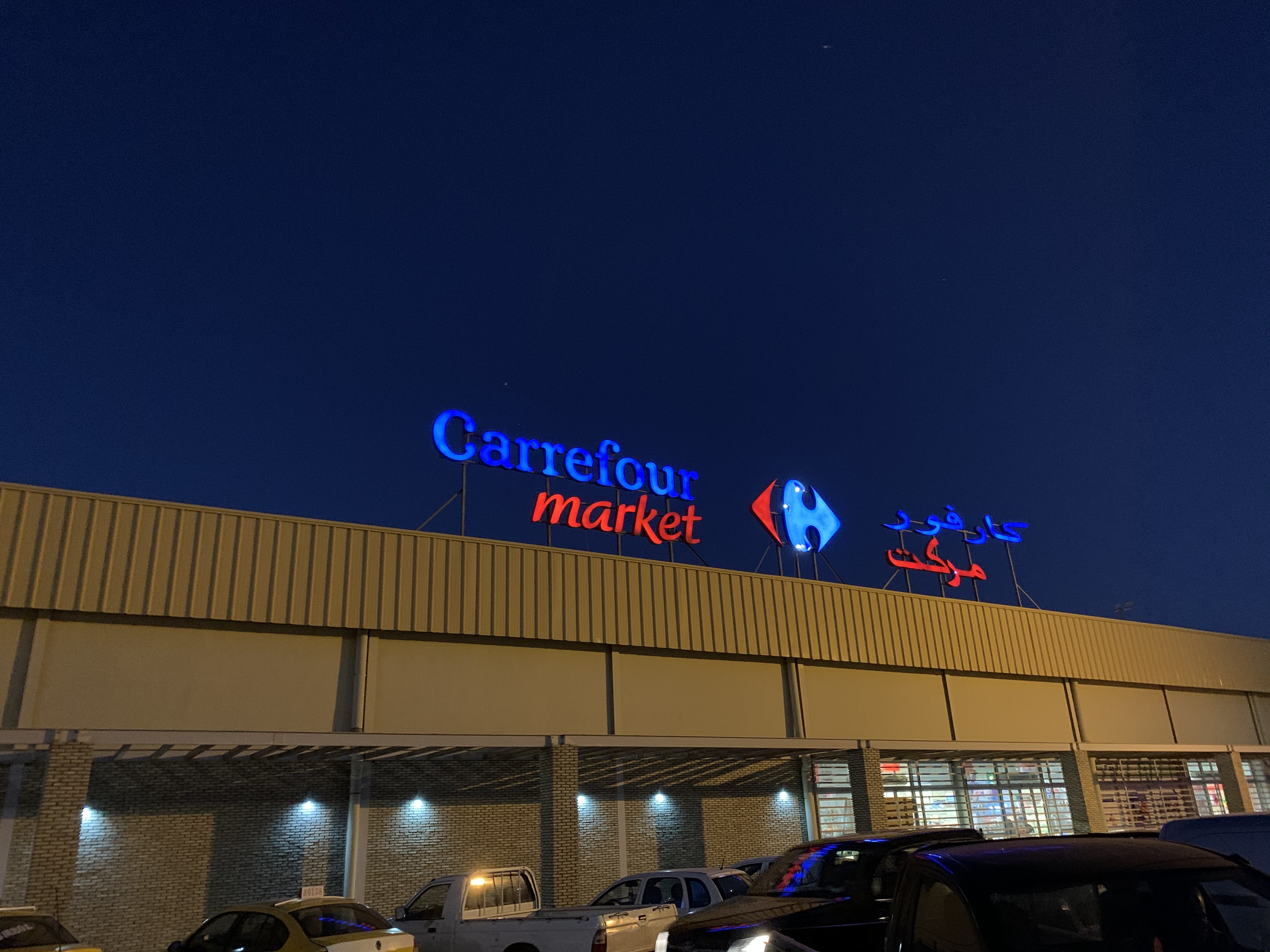
متجر كارفور في تونس

يوجد لدى كارفور 10 متاجر هايبر ماركت في المغرب، يقع معظمها في منطقة الدار البيضاء الحضرية وحولها. كارفور المغرب شريك لسلسلة سوبر ماركت مغربية (ليفلفي). تم تحويل جميع متاجر ليفلفي إلى أسواق كارفور. هناك 30 منهم منتشرة على نطاق واسع في جميع أنحاء المملكة. لا يزال كارفور يوسع وجوده في المغرب من خلال فتح المزيد من محلات السوبر ماركت والهايبر ماركت لمواجهة المنافسين مثل سلسلة الهايبر ماركت المغربية مرجان.

##### تونس
كارفور لديها 2 هايبرماركت و 70 متجرًا تحت الامتياز في تونس.

#### أمريكا الجنوبية

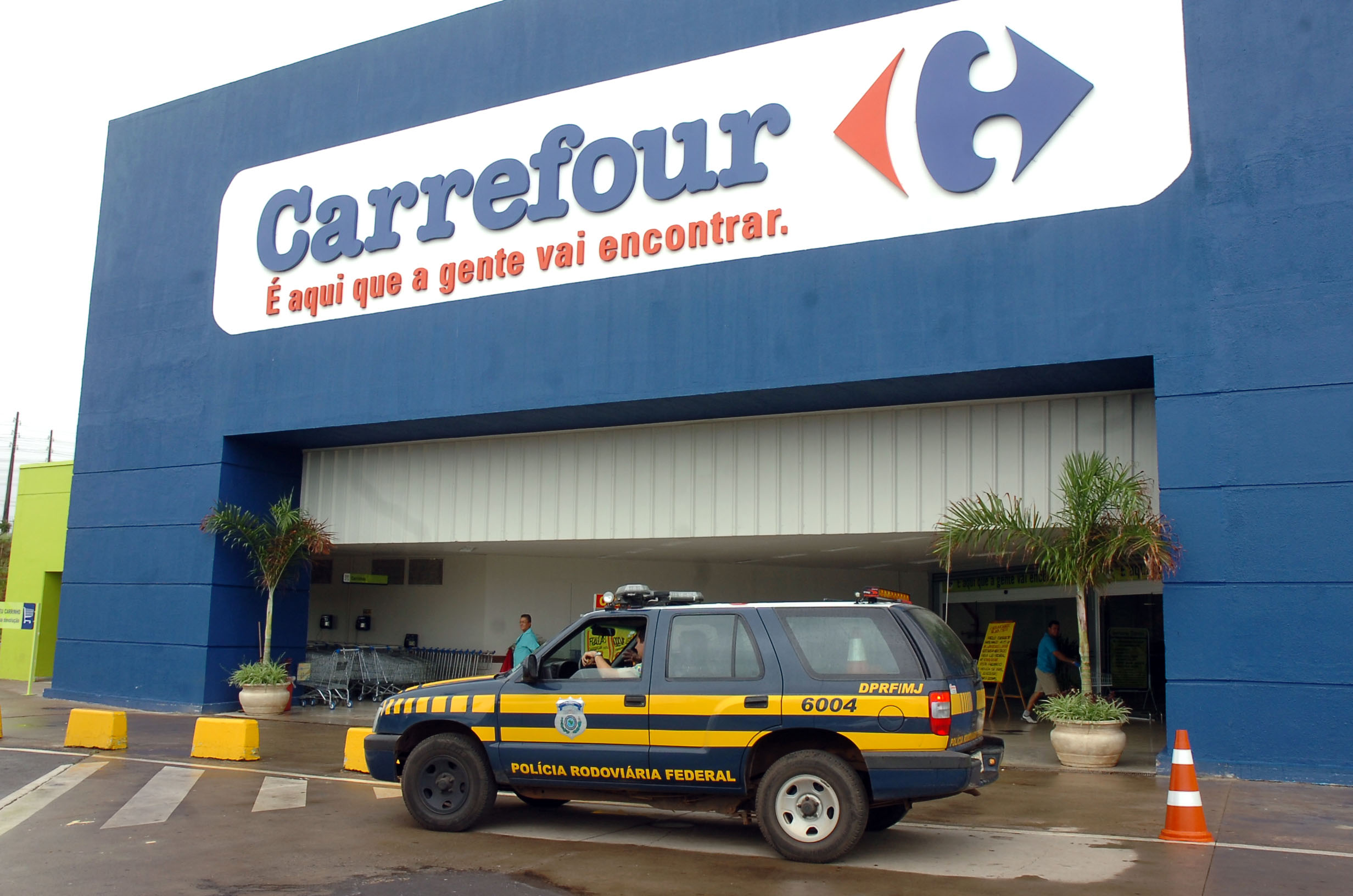
كارفور البرازيل.

##### البرازيل
تأسست كارفور البرازيل (وهي أكبر سوق خارج فرنسا) في عام 1975 وهي اليوم سلسلة محلات السوبر ماركت الكبرى في البرازيل تحت المنافسة مع كازينو قروب، وول مارت وغيرها، وتبيع حاليًا أكثر من 25 مليون منتج سنويًا.

#### عمليات السابقة
في عام 2006، باعت كارفور جميع المتاجر الـ 16 في كوريا إلى إي لاند وخرجت من كوريا. في نفس العام، باعت أيضًا جميع المتاجر التشيكية البالغ عددها 11 إلى تيسكو مقابل 6 متاجر ومركزين للتسوق في تايوان، بالإضافة إلى 57.5 مليون يورو. في عام 2010، أعلن كارفور قراره بمغادرة ماليزيا وسنغافورة وتايلاند. في نوفمبر 2010، باعت كارفور عملياتها في تايلاند واحتفظت بمتاجرها في ماليزيا وسنغافورة. كانت كارفور قد خرجت بالفعل من سوق سنغافورة منذ 30 سبتمبر 2012. في 31 أكتوبر 2012، اشترت أيون كارفور ماليزيا والشركات التابعة لها مقابل 147 مليون يورو وتم إعادة تسميتها باسم أيون بيغ. تم تغيير اسم جميع متاجر كارفور السابق إلى أيون بيغ أيضًا، وسيتم تشغيلها كعلامة تجارية منفصلة عن متاجر أيون الحالية في الدولة. أكملت جميع المتاجر عملية تغيير العلامة التجارية بالكامل.

## كارفور حول العالم
لدى الشركة فروع في عدة بلدان في العالم منها السعودية وسلطنة عمان والكويت والمغرب وفرنسا ومصر والإمارات العربية المتحدة وإيطاليا وإسبانيا والبرازيل واليابان والصين وبولندا وماليزيا واليونان وسوريا والأردن وتونس والبحرين والعراق وباكستان

انتشار كارفور حول العالم.
ملكية مباشرة
تحت الإمتياز

### آسيا
| الدولة                   | المحل الأول | هايبرماركت | سوبرماركت | تخفيضات |
| الهند                    | 2010        | 1          | -         | -       |
| الصين                    | 1995        | 163        | -         | -       |
| أندونيسيا                | 1998        | 66         | 14        | -       |
| البحرين                  | 2008        | 6          | -         | -       |
| سوريا                    | 2009        | 1          | -         | -       |
| اليابان                  | 2000        | 7          | -         | -       |
| الأردن                   | 2007        | 4          | 36        | -       |
| الكويت                   | 2007        | 2          | -         | -       |
| ماليزيا                  | 1994        | 22         | 5         | -       |
| عمان                     | 2000        | 7          | -         | -       |
| باكستان                  | 2009        | 1          | -         | -       |
| إيران                    | 2008        | 3          | -         | -       |
| قطر                      | 2000        | 3          | -         | -       |
| المملكة العربية السعودية | 2004        | 11         | 4         | -       |
| سنغافورة                 | 1997        | 2          | -         | -       |
| تايوان                   | 1989        | 64         | -         | -       |
| تايلند                   | 1996        | -          | -         | -       |
| الأمارات العربية المتحدة | 1995        | 11         | 2         | -       |

### أفريقيا
| الدولة | المحل الأول | هايبرماركت  | سوبرماركت | تخفيضات |
| المغرب | 2005        | 10          | 30        |         |
| مصر    | 2002        | 12          | 18        |         |
| سيشيل  | 2009        | تحت الإنشاء | -         | -       |
| تونس   | 2001        | 2           | 44        | -       |

انسحبت كارفور من الجزائر في عام 2009، ودخلت أسواق المغرب.
توسع كارفور في مصر.

### أوروبا
| الدولة   | المحل الأول | هايبرماركت | سوبرماركت | تخفيضات | تموينات | Cash & Carry |
| بلجيكا   | 2000        | 56         | 280       | -       | 257     | -            |
| قبرص     | 2006        | 5          | 4         | -       | -       | -            |
| فرنسا    | 1960        | 218        | 1,021     | 897     | 3,245   | 134          |
| اليونان  | 1991        | 28         | 210       | 397     | 216     | -            |
| إيطاليا  | 1993        | 59         | 485       | -       | 1,015   | 20           |
| موناكو   | -           | -          | 1         | -       | -       | -            |
| بولندا   | 1997        | 72         | 277       | -       | 5       | -            |
| البرتغال | 1991        | -          | -         | 365     | -       | -            |
| رومانيا  | 2001        | 22         | 21        | -       | -       | -            |
| روسيا    | 2009        | 5          |           | -       | -       | -            |
| أسبانيا  | 1973        | 161        | 87        | 2,912   | 3       | -            |
| تركيا    | 1993        | 19         | 99        | 519     | -       | -            |

### أمريكا
| الدولة             | المحل الأول | هايبرماركت | سوبرماركت | تخفيضات | تموينات | Cash & Carry |
| الأرجنتين          | 1982        | 59         | 103       | 395     | -       | -            |
| البرازيل           | 1975        | 150        | 38        | 300     | 5       | 34           |
| كولومبيا           | 1998        | 57         | -         | -       | -       | -            |
| جمهورية الدومنيكان | 2000        | 5          | 10        | -       | 20      | 85           |

## الدول العربية
مجموعة ماجد الفطيم الإماراتية كانت أول من أدخل نموذج متاجر الهايبر ماركت في منطقة الشرق الأوسط في العام 1995. وفي مشروع مشترك بين ماجد الفطيم هايبر ماركتس وشركة «كارفور» حصلت على امتياز أستخدام اسم المجموعة الفرنسية على شبكتها في المنطقة.
قامت ماجد الفطيم هايبر ماركتس خلال الفترة بين 2007 و 2009 بافتتاح 14 متجرا جديدا. ويوجد حاليا 37 متجرا لشبكة كارفور في الشرق الأوسط وإيران وباكستان. ومن المتوقع افتتاح عشرة متاجر جديدة في 2010.
أما فروع المغرب فهي امتياز لشبكة لإبيل في المغربية
| الدولة                   | المحل الأول | هايبرماركت | سوبرماركت | تخفيضات |
| الإمارات العربية المتحدة | 1995        | 11         | 2         | -       |
| عُمان                     | 2000        | 4          | -         | -       |
| قطر                      | 2000        | 3          | -         | -       |
| تونس                     | 2001        | 2          | 44        | -       |
| مصر                      | 2002        | 4          | 5         |         |
| السعودية                 | 2004        | 11         | 4         | -       |
| الجزائر                  | 2005        | 1          | -         |         |
| الأردن                   | 2007        | 1          | 3         | -       |
| الكويت                   | 2007        | 2          | -         | -       |
| البحرين                  | 2008        | 1          | -         | -       |
| سوريا حلب                | 2009        | 1          | -         | -       |
| المغرب                   | 2009        | 10         | 30        | -       |

## وصلات خارجية
- الموقع الرسمي
- الموقع الرسمي لمجموعة ماجد الفطيم، شركاء سلسة متاجر كارفور العالمية